# Mission: Impossible (soundtrack)
Mission: Impossible: Music from and Inspired by the Motion Picture is de soundtrack van de film met dezelfde naam, en werd op 14 mei 1996 uitgebracht door Island Records. Een maand later bracht het platenlabel Point Music nog een soundtrack van de film uit met alleen de filmmuziek van Danny Elfman.

## Mission: Impossible: Music from and Inspired by the Motion Picture
De soundtrack bevat popsongs, muziek van en die geïnspireerd is voor de film, inclusief de originele filmmuziek, gecomponeerd door Danny Elfman. Het album behaalde in de Verenigde Staten plaats 16 in de Billboard 200 en in Nederland plaats 65 in de Album Top 100. Het nummer "Theme from Mission: Impossible" van Larry Mullen jr. en Adam Clayton werd ook op single uitgebracht. De bekende melodie "Theme from Mission: Impossible" werd in de jaren zestig geschreven door Lalo Schifrin voor de televisieserie Mission: Impossible.

### Nummers
| Nr. | Titel                                            | Artiest(en)                     | Duur |
| --- | ------------------------------------------------ | ------------------------------- | ---- |
| 1   | Theme from Mission: Impossible                   | Larry Mullen jr. & Adam Clayton | 3:27 |
| 2   | Spying Glass                                     | Massive Attack                  | 5:21 |
| 3   | I Spy                                            | Pulp                            | 5:21 |
| 4   | Impossible Mission                               | Danny Elfman                    | 5:35 |
| 5   | Headphones                                       | Björk                           | 5:40 |
| 6   | Weak                                             | Skunk Anansie                   | 3:31 |
| 7   | On And On                                        | Longpigs                        | 4:11 |
| 8   | Claire                                           | Danny Elfman                    | 2:55 |
| 9   | Dreams                                           | The Cranberries                 | 4;13 |
| 10  | You Me And World War III                         | Gavin Friday                    | 4:28 |
| 11  | So                                               | Salt                            | 3:33 |
| 12  | Trouble                                          | Danny Elfman                    | 3;32 |
| 13  | No Government                                    | Nicolette                       | 5:31 |
| 14  | Alright                                          | Cast                            | 3:35 |
| 15  | The Dance of the Butterflies                     | Benjamin Orr                    | 7:02 |
| 16  | Mission; Impossible Theme (Mission Accomplished) | Adam Clayton & Larry Mullen jr. | 3:05 |

## Hitnoteringen

### NederlandseAlbum Top 100
| Hitnotering: 27-07-1996 t/m 14-09-1996 | Hitnotering: 27-07-1996 t/m 14-09-1996 | Hitnotering: 27-07-1996 t/m 14-09-1996 | Hitnotering: 27-07-1996 t/m 14-09-1996 | Hitnotering: 27-07-1996 t/m 14-09-1996 | Hitnotering: 27-07-1996 t/m 14-09-1996 | Hitnotering: 27-07-1996 t/m 14-09-1996 | Hitnotering: 27-07-1996 t/m 14-09-1996 | Hitnotering: 27-07-1996 t/m 14-09-1996 | Hitnotering: 27-07-1996 t/m 14-09-1996 |
| Week:                                  | 1                                      | 2                                      | 3                                      | 4                                      | 5                                      | 6                                      | 7                                      | 8                                      |                                        |
| -------------------------------------- | -------------------------------------- | -------------------------------------- | -------------------------------------- | -------------------------------------- | -------------------------------------- | -------------------------------------- | -------------------------------------- | -------------------------------------- | -------------------------------------- |
| Positie:                               | 98                                     | 82                                     | 70                                     | 65                                     | 67                                     | 76                                     | 80                                     | 96                                     | uit                                    |

## Mission: Impossible: Music from the Original Motion Picture Score
Mission: Impossible: Music from the Original Motion Picture Score bevat alleen de originele filmmuziek, gecomponeerd door Danny Elfman. Additionele muziek werd gecomponeerd door Graeme Revell. De originele Theme from Mission: Impossible van de oorspronkelijke televisieserie werd gecomponeerd door Lalo Schifrin. Het orkest stond onder leiding van Artie Kane.

### Nummers
| Nr. | Titel                                     | Duur |
| --- | ----------------------------------------- | ---- |
| 1   | Sleeping Beauty                           | 2:28 |
| 2   | Mission: Impossible Theme (Lalo Schifrin) | 1:02 |
| 3   | Red Handed                                | 4:21 |
| 4   | Big Trouble                               | 5:33 |
| 5   | Love Theme?                               | 2:21 |
| 6   | Mole Hunt                                 | 3:02 |
| 7   | The Disc                                  | 1:54 |
| 8   | Max Found                                 | 1:02 |
| 9   | Looking for Job                           | 4:38 |
| 10  | Betrayal                                  | 2:46 |
| 11  | The Heist                                 | 5:46 |
| 12  | Uh-Oh!                                    | 1:28 |
| 13  | Biblical Revelation                       | 1:33 |
| 14  | Phone Home                                | 2:25 |
| 15  | Train Time                                | 4:11 |
| 16  | Menage a Trois                            | 2;55 |
| 17  | Zoom A                                    | 1:53 |
| 18  | Zoom B                                    | 2:54 |